# .45 (filme)
.45 (Brasil: .45: A Vitória é a Vingança / Portugal: .45) é um filme norte-americano de 2006, no gênero drama. É estrelado por Milla Jovovich, Angus Macfadyen, Aisha Tyler, Stephen Dorff e Sarah Strange.

## Sinopse
Ambientado na cidade norte-americana de Nova Iorque, o filme é centrado em um casal envolvido com o crime. Depois de Grande Al (Angus Macfadyen) ter abusado de Kat (Milla Jovovich), esta planeja um plano para tirá-lo permanentemente de seu caminho.

## Elenco
- Milla Jovovich como  Kat
- Angus Macfadyen como Grande Al
- Stephen Dorff como Reilly
- Aisha Tyler como Liz
- Sarah Strange como Vic
- Vicent Laresca como Jose
- Tony Munch como Clancy
- Kay Hawtrey como Marge
- John Robinson como polícia #1
- Tim Eddis como polícia #2
- Hardie Lineham como padre Duffel
- Dawn Greenhalgh como Fran
- Nola Augustson como Gertie
- John Gordon como Danny
- Shawn Campbell como Dono Original
- Robin Brule como garçonete
- Mike McLay como marido de Gertie
- Suresh John como ladrão
- Conrad Bergschneider como Sarge
- Chantelle Jewkes como prostituta